# MN103機雷

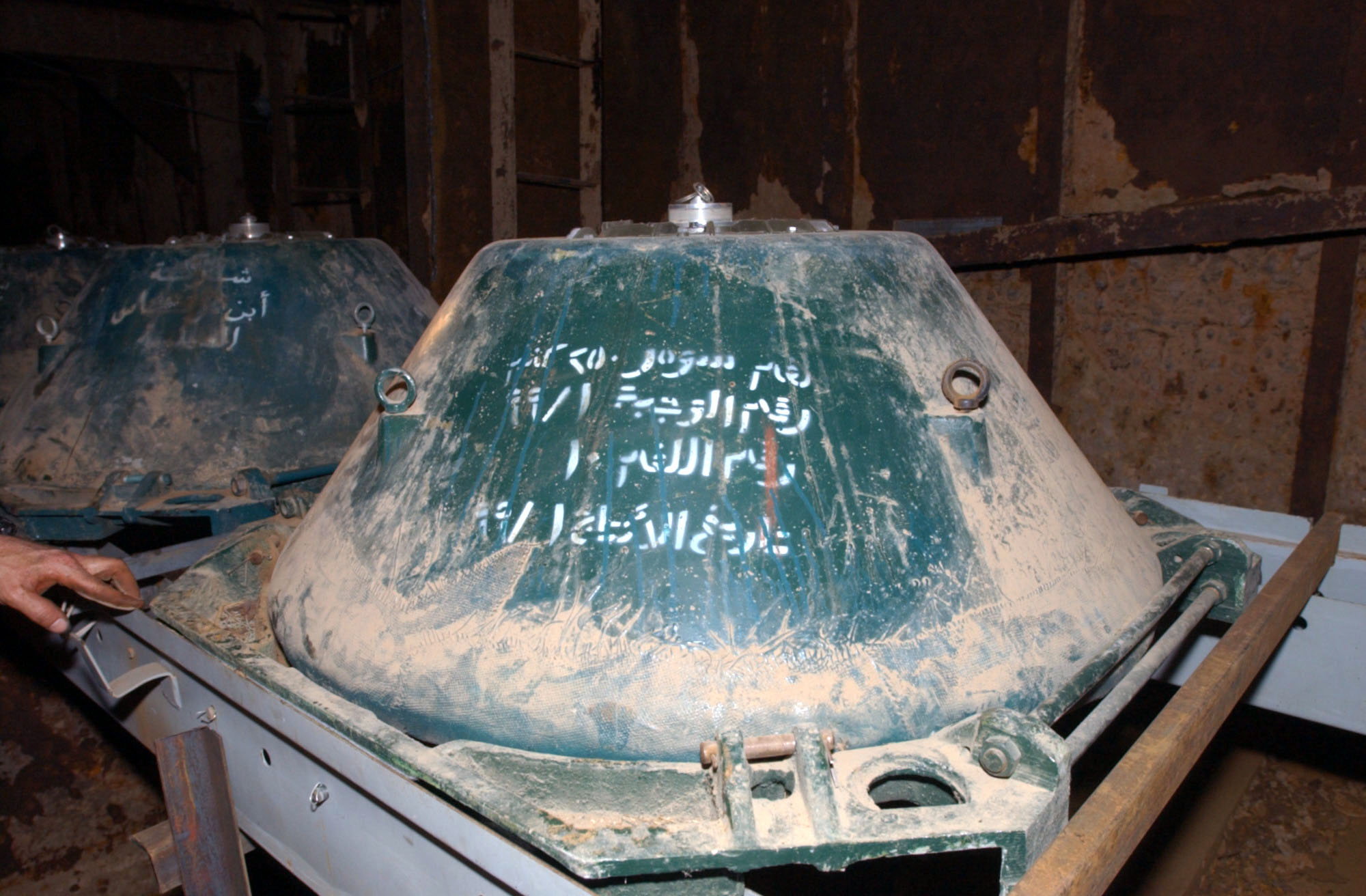
イラク戦争時にアメリカ軍に回収されたイラク軍のMANTA機雷（音響型）

MN103はイタリアのホワイトヘッド（現在のS.E.I.）社が開発した機雷。敷設形態としては沈底式、作動方式としては感応（音響ないし磁気）式とされている。MANTA（マンタ）として知られており、世界各国に輸出されている。

## 概要
MANTAは水陸両用作戦部隊や特殊部隊が使用する上陸用舟艇や水陸両用車、中小船舶、小型潜水艇を標的としている。台形の外形は機雷探知機の音波を逸らすステルスの効果がある。水上艦艇・ヘリコプター・航空機により敷設される。
最近の機雷と同様に感応装置には磁気・音響方式があり、それぞれ感度を調節することができる。また、自滅期間や航過係数装置の設定も可能。他のバリエーションとしては訓練型とダミー型がある。
要目
- 重量…220/240キログラム（地上）[1]、100キログラム（水中）
- 高さ…470ミリメートル[1]
- 直径…980ミリメートル（最大）[1]
- 感応型式…磁気感応型、音響感応型[1]
- 敷設深度…2.5～100メートル
- 炸薬量…140/170キログラム[1]
- 耐用温度…-2.5℃～35°C（作戦時）、 -34°C～55°C（保管時）
- 寿命…17ヶ月（敷設後）、30年（保管時）

## 運用
本機雷は湾岸戦争で使用され、アメリカ海軍のタイコンデロガ級ミサイル巡洋艦「プリンストン」に深刻な損傷を与えた。

## 海上自衛隊に与えた影響
本機雷は世界各国に輸出されているが、特に湾岸戦争時にイラク軍がクウェート沿岸に多国籍軍の上陸に備えて多数敷設された。これらの機雷処分の一翼を担う為に海上自衛隊より派遣されたのがペルシャ湾掃海派遣部隊である。しかしこの時派遣されたはつしま型、更には当時最新型であったうわじま型ですらMANTAなどの最新型機雷の探知・処分は極めて困難であることが判明した。
この実戦経験を基に外国の機雷掃討・掃海装備を導入して建造されたのがすがしま型掃海艇である。また海上自衛隊はMANTAの訓練型を導入して、機雷処分訓練を行っている。

## 参考資料
- S.E.I社のホームページ
- すがしま型掃海艇の建造